# الجبهة الوطنية الثورية (تايلاند)
الجبهة الوطنية الثورية أو الجبهة الوطنية الثورية الملاوية فطاني هي حركة استقلال فطانية إسلامية في شمال ماليزيا وفطاني جنوب تايلاند. اعتبارًا من عام 2017 تعد أقوى جماعة متمردة في المنطقة.
في الأصل تم تأسيس الجبهة كمنظمة إقليمية تقريبًا، مع إعطاء الأولوية للانفصال في فطاني. منذ عام 2001 منسقية الجبهة الجناح الأكثر نشاطًا للجبهة، حيث قادت تمرد جنوب تايلاند وفرضت قيمًا دينية واجتماعية على المجتمع المحلي.

## الحوادث
في العقد الماضي شاركت الجبهة في العديد من هجمات الحرق العمد والتفجير والقتل لخلق جو من الخوف وعدم اليقين في المقاطعات الجنوبية الثلاث من تايلاند. يعتقد المراقبون العسكريون التايلانديون أن معظم الهجمات نفذت من قبل جماعة روندا كومبولان كسيل السرية وغير الموالية لها.
في 1 مايو 2013 هاجم المتمردون مطعمًا في منطقة فطاني. وقتل الجناة وهم مسلحون بأسلحة رشاشة ستة أشخاص بينهم طفل يبلغ من العمر عامين. كان الفعل عملًا انتقاميًا، ظهر بعد اثنتي عشرة ساعة من الحدث في المقاطعات الثلاث ذات الأغلبية المسلمة ناراثيوات وباتاني ويالا.